# Lei de Muphry
Lei de Muphry é um ditado que afirma: "Se você escrever algo criticando edição ou revisão, haverá algum tipo de falha no que você escreveu." O nome é um erro ortográfico deliberado da "Lei de Murphy".
Também foram criados nomes para variações do princípio, geralmente no contexto da comunicação on-line, incluindo:
- Regra de Umhoefer ou Umhöfer: "Artigos sobre redação são, em si, mal escritos." Nomeado em homenagem ao editor Joseph A. Umhoefer.[2] :357
- Lei de Skitt: "Qualquer publicação que corrija um erro em outra publicação conterá pelo menos um erro." Nomeado em homenagem a Skitt, colaborador do alt.usage.english na Usenet.[3]
- Lei de retaliação prescritivista de Hartman: “Qualquer artigo ou declaração sobre gramática, pontuação ou ortografia corretas está fadado a conter pelo menos um eror [sic]." Nomeado em homenagem ao editor e escritor Jed Hartman.[3]
- A lei de ferro da crítica: "Nunca é mais provável que você cometa um erro gramatical do que ao corrigir a gramática de outra pessoa". Criada pelo blogueiro Zeno.[4][5]
- Lei de McKean : "Qualquer correção da fala ou da escrita de outros conterá pelo menos um erro gramatical, ortográfico ou tipográfico."[6]
- A primeira lei de Bell da Usenet: "Flames da ortografia e/ou gramática terão erros ortográficos e/ou gramaticais." Nomeado em homenagem a Andrew Bell, colaborador do alt.sex na Usenet.[7]

Outras variações afirmam que as falhas em um trabalho impresso ("lei de documentos de Clark") ou publicado ("prova de Barker") só serão descobertas depois de impresso e não durante a revisão,:22,61 e falhas como erros de ortografia em um e-mail enviado serão descobertas pelo remetente somente durante a releitura da caixa "Enviado".

## História
John Bangsund, da Society of Editors (Victoria), na Austrália, identificou a lei de Muphry como "a aplicação editorial da mais conhecida lei de Murphy", e a definiu em março de 1992 no boletim informativo da Society of Editors em sua coluna "John Bangsund's Threepenny Planet".

A lei, conforme estabelecida por Bangsund, afirma que:
(a) se você escrever algo criticando a edição ou a revisão, haverá algum tipo de falha no que você escreveu;
(b) Se um autor lhe agradecer em um livro por sua edição ou revisão, haverá erros no livro;
(c) quanto mais forte for o sentimento expresso em (a) e (b), maior será a falha;

(d) qualquer livro dedicado à edição ou ao estilo será internamente inconsistente.
Em novembro de 2003, o Canberra Editor adicionou a seguinte elaboração:
A Lei de Muphry também determina que, se um erro for tão evidente quanto o nariz em seu rosto, todos poderão vê-lo, menos você. Seus leitores sempre perceberão erros em um título, em cabeçalhos, no primeiro parágrafo de qualquer coisa e nas linhas superiores de uma nova página. Esses são os locais onde autores, editores e revisores têm maior probabilidade de cometer erros.
A formulação de Bangsund não foi a primeira a expressar o sentimento geral de que as críticas ou conselhos editoriais geralmente contêm seus próprios erros de redação. Em 1989, Paul Dickson atribuiu ao editor Joseph A. Umhoefer o adágio: "Artigos sobre redação são, eles próprios, mal escritos" e citou um correspondente que observou que Umhoefer "foi provavelmente o primeiro a dizer isso publicamente; entretanto, muitos outros devem ter pensado nisso há muito tempo":357 Uma referência ainda anterior à ideia, embora não formulada como um ditado, aparece em um livro de 1909 sobre redação escrito por Ambrose Bierce:
Nem no gosto nem na precisão a prática de qualquer homem é um tribunal de último recurso, pois todos os escritores, grandes e pequenos, são pecadores habituais contra a luz; e o seu acusador está alegremente consciente de que o seu próprio trabalho fornecerá (como ao fazer este livro forneceu) muitos "exemplos terríveis" - o seu trabalho posterior menos abundante, espera ele, do que o anterior. No entanto, acredita que isso não o desqualifica para mostrar, através de outros exemplos que não os seus, como não escrever. O professor infalível ainda está na floresta primitiva, a atirar sementes aos melros brancos.— Write It Right: A Little Blacklist of Literary Faults (1909)

## Exemplos
Stephen J. Dubner descreveu a descoberta da existência da lei de Muphry na seção "Freakonomics" do The New York Times em julho de 2008. Ele acusou o Economist de um erro de digitação ao se referir dos pasteis da Cornualha (Cornish Pasties no inglês) à venda no México, assumindo que "pastries" era a palavra pretendida, e estando familiarizado apenas com a palavra "pasties" com o significado de coberturas de mamilos. Um leitor alertou-o sobre a existência da lei, e The Economist respondeu enviando a Dubner um pastel da Cornualha.
Em 2009, o então primeiro-ministro britânico Gordon Brown escreveu à mão uma carta de condolências a uma mãe cujo filho tinha morrido no Afeganistão, na qual escreveu incorretamente o sobrenome do homem. O The Sun (um tablóide) publicou um artigo mordaz criticando sua falta de cuidado. Neste artigo, o jornal escreveu incorretamente o mesmo nome e foi obrigado a publicar um pedido de desculpas.